# شفيلد (أوهايو)
شفيلد (بالإنجليزية: Sheffield, Ohio)‏ هي منطقة سكنية تقع في الولايات المتحدة في مقاطعة لوراين، أوهايو. يقدر عدد سكانها بـ 3,982 نسمة ومساحتها 28.08 كم2 وترتفع عن سطح البحر 193 متر.

## التركيبة السكانية
قام مكتب تعداد الولايات المتحدة بتحديد بيانات التركيبة السكانية لشفيلد في تعداد الولايات المتحدة. في ما يلي، التركيبة السكانية حسب تعدادي 2000 و2010.

### تعداد عام 2000
بلغ عدد سكان شفيلد 2,949 نسمة بحسب تعداد عام 2000، وبلغ عدد الأسر 1,089 أسرة وعدد العائلات 866 عائلة مقيمة في القرية. في حين سجلت الكثافة السكانية 272.6 نسمة لكل ميل مربع (105.3/كم2). وبلغ عدد الوحدات السكنية 1,147 وحدة بمتوسط كثافة قدره 106.0 نسمة لكل ميل مربع (40.9/كم2).
وتوزع التركيب العرقي للقرية بنسبة 90.88% من البيض و 0.10% من الأمريكيين الأصليين و 0.81% من الأمريكيين ذوي الأصول الآسيوية و 0.10% من سكان جزر المحيط الهادئ و 4.27% من الأمريكيين الأفارقة و 1.22% من عرقين مختلطين أو أكثر.
بلغ عدد الأسر 1,089 أسرة كانت نسبة 34.5% منها لديها أطفال تحت سن الثامنة عشر تعيش معهم، وبلغت نسبة الأزواج القاطنين مع بعضهم البعض 67.4% من أصل المجموع الكلي للأسر، ونسبة 9.1% من الأسر كان لديها معيلات من الإناث دون وجود شريك، وكانت نسبة 20.4% من غير العائلات. تألفت نسبة 16.5% من أصل جميع الأسر من أفراد ونسبة 7.3% كانوا يعيش معهم شخص وحيد يبلغ من العمر 65 عاماً فما فوق. وبلغ متوسط حجم الأسرة المعيشية 3.06، أما متوسط حجم العائلات فبلغ 2.71.
بلغ العمر الوسطي للسكان 39 عاماً. وكانت نسبة 26.3% من القاطنين تحت سن الثامنة عشر، وكانت نسبة 6.6% بين الثامنة عشر والأربعة وعشرون عاماً، ونسبة 29.3% كانت واقعةً في الفئة العمرية ما بين الخامسة والعشرون حتى والأربعة وأربعون عاماً، ونسبة 26.2% كانت ما بين الخامسة والأربعون حتى الرابعة والستون، ونسبة 11.6% كانت ضمن فئة الخامسة والستون عاماً فما فوق. يوجد لكل 100 أنثى 94.4 ذكر، ويوجد لكل 100 أنثى في الثامنة عشر من عمرها فما فوق 95.2 ذكر.
بلغ متوسط دخل الأسرة في القرية 59,816 دولار، أما متوسط دخل العائلة فبلغ 66,136 دولار. وكان متوسط دخل الذكور 43,313 دولار مقابل 35,174 دولار للإناث. وسجل دخل الفرد الخاص بالقرية 25,218 دولار. وكانت نسبة 2.5% من العائلات ونسبة 3.2% من السكان تحت خط الفقر، وكان من هؤلاء نسبة 5.1% تحت سن الثامنة عشر ولا أحد منهم في الخامسة والستين من العمر وما فوق.

### تعداد عام 2010
بلغ عدد سكان شفيلد 3,982 نسمة بحسب تعداد عام 2010، وبلغ عدد الأسر 1,581 أسرة وعدد العائلات 1,160 عائلة مقيمة في القرية. في حين سجلت الكثافة السكانية 370.8 نسمة لكل ميل مربع (143.2/كم2). وبلغ عدد الوحدات السكنية 1,666 وحدة بمتوسط كثافة قدره 155.1 لكل ميل مربع (59.9/كم2).
وتوزع التركيب العرقي للقرية بنسبة 89.3% من البيض و 0.3% من الأمريكيين الأصليين و 2.7% من الأمريكيين ذوي الأصول الآسيوية و 4.0% من الأمريكيين الأفارقة و 2.2% من عرقين مختلطين أو أكثر.
بلغ عدد الأسر 1,581 أسرة كانت نسبة 26.9% منها لديها أطفال تحت سن الثامنة عشر تعيش معهم، وبلغت نسبة الأزواج القاطنين مع بعضهم البعض 63.3% من أصل المجموع الكلي للأسر، ونسبة 6.9% من الأسر كان لديها معيلات من الإناث دون وجود شريك، بينما كانت نسبة 3.2% من الأسر لديها معيلون من الذكور دون وجود شريكة وكانت نسبة 26.6% من غير العائلات. تألفت نسبة 21.9% من أصل جميع الأسر من أفراد ونسبة 10.7% كانوا يعيش معهم شخص وحيد يبلغ من العمر 65 عاماً فما فوق. وبلغ متوسط حجم الأسرة المعيشية 2.94، أما متوسط حجم العائلات فبلغ 2.51.
بلغ العمر الوسطي للسكان 45.2 عاماً. وكانت نسبة 20.2% من القاطنين تحت سن الثامنة عشر، وكانت نسبة 6.2% بين الثامنة عشر والأربعة وعشرون عاماً، ونسبة 23.2% كانت واقعةً في الفئة العمرية ما بين الخامسة والعشرون حتى والأربعة وأربعون عاماً، ونسبة 34.2% كانت ما بين الخامسة والأربعون حتى الرابعة والستون، ونسبة 16.2% كانت ضمن فئة الخامسة والستون عاماً فما فوق. وتوزع التركيب الجنسي للسكان بنسبة 49.3% ذكور و50.7% إناث.